# Jay Cassidy
Jay Lash Cassidy – amerykański montażysta filmowy, trzykrotnie nominowany do Oscara za najlepszy montaż.
Debiutował w 1973 jako montażysta filmu dokumentalnego Jerusalem Lives. W 1978 pracował nad pierwszym filmem fabularnym – był to musical Almost Crying. W 2008 został nominowany do Nagrody Akademii Filmowej za montaż filmu Seana Penna Wszystko za życie.

## Filmografia
- 1988: Postrach nocy 2 (Fright Night Part II)
- 1998: Zabójczy układ (The Replacement Killers)
- 1998: Ulice strachu (Urban Legend)
- 2001: Obietnica (The Pledge)
- 2002: 11.09.01 (11'9"01 September 11)
- 2002: Źródło młodości (Tuck Everlasting)
- 2002: Ballistic (Ballistic: Ecks vs. Sever)
- 2006: Niewygodna prawda (An Inconvenient Truth)
- 2006: Pierwszy śnieg (First Snow)
- 2007: Wszystko za życie (Into the Wild)
- 2009: Bracia (Brothers)
- 2011: Bóg zemsty (Seeking Justice)
- 2012: Poradnik pozytywnego myślenia (Silver Linings Playbook)
- 2013: American Hustle
- 2015: Joy